# Henri Aubin
Pour les articles homonymes, voir Aubin.
Henri Emmanuel Marie Aubin (Angoulême, 31 mars 1903 - La Garde, 29 avril 1987) est un psychiatre français, médecin-commandant des troupes coloniales, directeur de l’hôpital psychiatrique d'Oran. Élève d’Antoine Porot, représentant de la médecine coloniale, il fut un pionnier de l'ethnopsychiatrie française, fournissant des contributions notables sur la divination, la magie et le primitivisme. Il appartient à un courant de la psychiatrie représentative d'une époque où une approche raciste imposait la séparation entre population métropolitaine et « indigènes ».

## Biographie
Sous la conduite d'Antoine Porot, Henri Aubin a d'abord contribué aux travaux de l'ethnopsychiatrie, dans un contexte de domination coloniale. Dans une approche imposant le traitement différencié des patients d'origine métropolitaine par rapport aux patients autochtones, ses écrits de l'époque sont depuis considérés comme relevant d'un racisme scientifique,.
Il s'est aussi intéressé au phénomène de possession au sens anthropologique, envisagée comme une forme de délire au cours duquel le malade se croit habité par un être surnaturel, contrôlant ses mouvements et ses paroles, et de l'exorcisme.
Dans l’étude de la sorcellerie, son apport sera de refuser la médicalisation de ceux qui étaient considérés comme des « groupes sociaux inadaptés », mais au contraire de les accepter comme croyances religieuses.
En 1956, il fonde une clinique de psychiatrie infantile dans sa propriété du château de Solliès-Pont.
Sa contribution au Manuel alphabétique de psychiatrie d'Antoine Porot (1952) concerne, entre autres, les articles sur la « divination », la « magie », la « possession » et le « primitivisme ». Il réfère ses travaux à ceux d'auteurs tels que Jean Dublineau (rêves, pressentiments et intuitions délirantes), Heuyer et Alexandre Lamache (divination de la pensée), Jean Piaget (la magie chez l'enfant), Jules Seglas, Collomb et Jean Lhermitte (possession), Mana (notion d'une force occulte), Jung ("processus archaïques"), Pierson ("paléophrénie réactionnelle"), Lucien Lévy-Bruhl, Charles Blondel, Jean Piaget (ces trois derniers auteurs ayant, selon lui, « commis des erreurs » dans l'utilisation du « concept de mentalité primitive »), Abram Kardiner, Ralph Linton et Margaret Mead (par leurs « recherches nouvelles issues d'observations de première main »). 
La 5e édition du Manuel de psychiatrie d'Antoine Porot est parue aux Presses Universitaires de France, remaniée et mise à jour, en 1975 (c'est de cette dernière édition que sont issues les précisions apportées dans le paragraphe précédent).

## Œuvres
- Henri Aubin, Essai d’explication sociologique du délire d’indignité, 1947 (lire en ligne) ; Extrait des comptes-rendus du Congrès des médecins aliénistes et neurologistes, XLVe session, Niort (21-26 juillet 1947)
- L'Homme et la Magie, Desclée de Brouwer, 1952.
- (Le Pr Aubin était aussi artiste peintre amateur 66.67.)
- Le dessin de l’enfant inadapté, significations et structures, Privat, 1970.
- Art et Magie chez l'enfant, Privat, 1971.
- Les psychoses de l'enfant, 1975.
- Les univers parallèles, 1982.